# Lupinus pilosus
Lupinus pilosus är en ärtväxtart som beskrevs av Carl von Linné. Enligt Catalogue of Life ingår Lupinus pilosus i släktet lupiner och familjen ärtväxter. Arten har ej påträffats i Sverige. Inga underarter finns listade i Catalogue of Life.
Arten förekommer vid Medelhavet i Grekland, Turkiet och Mellanöstern. Den hittas i låglandet och i bergstrakter upp till 1100 meter över havet. Denna lupin växer i buskskogar och vid vägkanter med sandig jord.
Inget är känt angående beståndets storlek och möjliga hot. IUCN listar arten med kunskapsbrist (DD).

## Bildgalleri

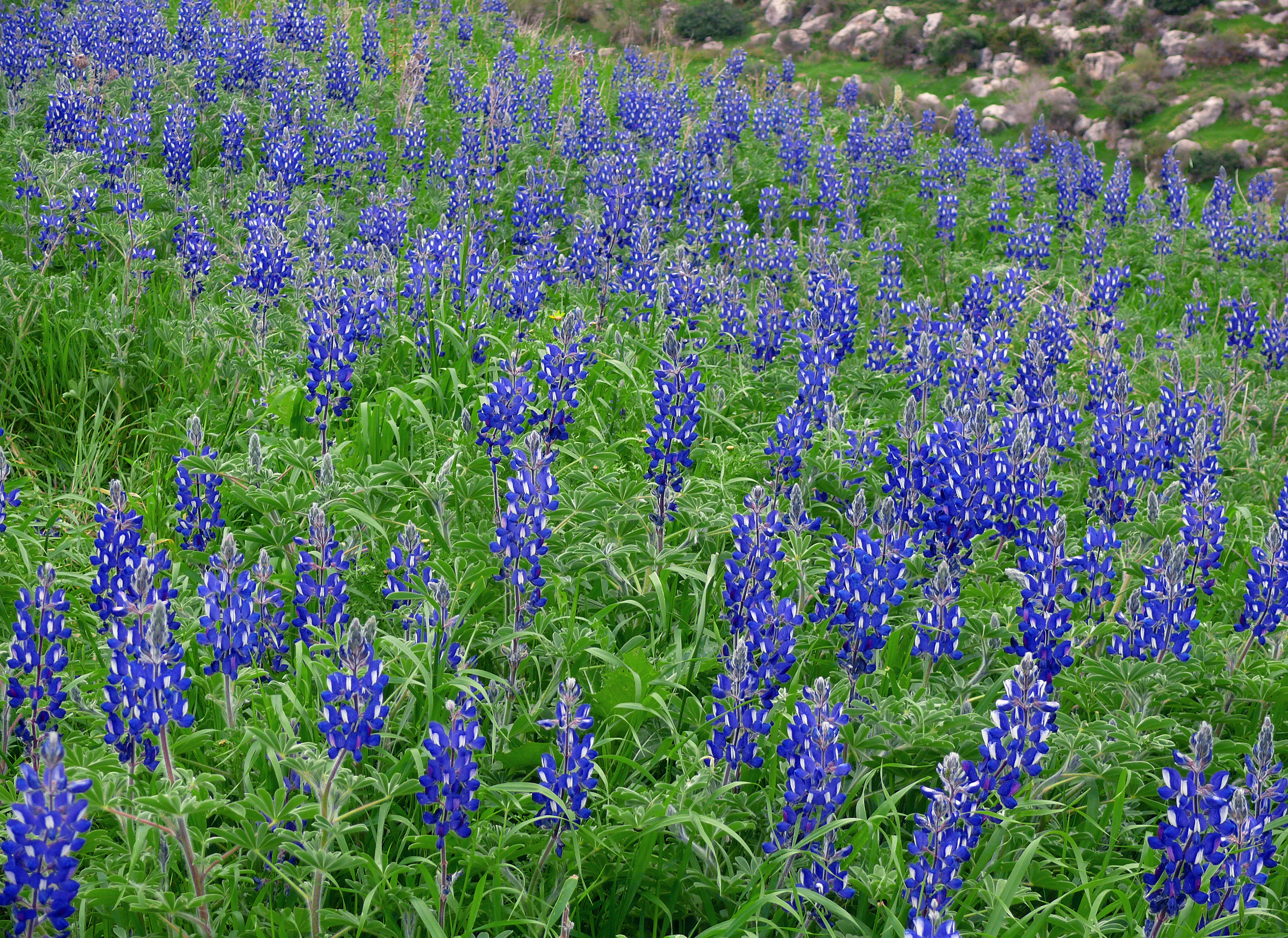
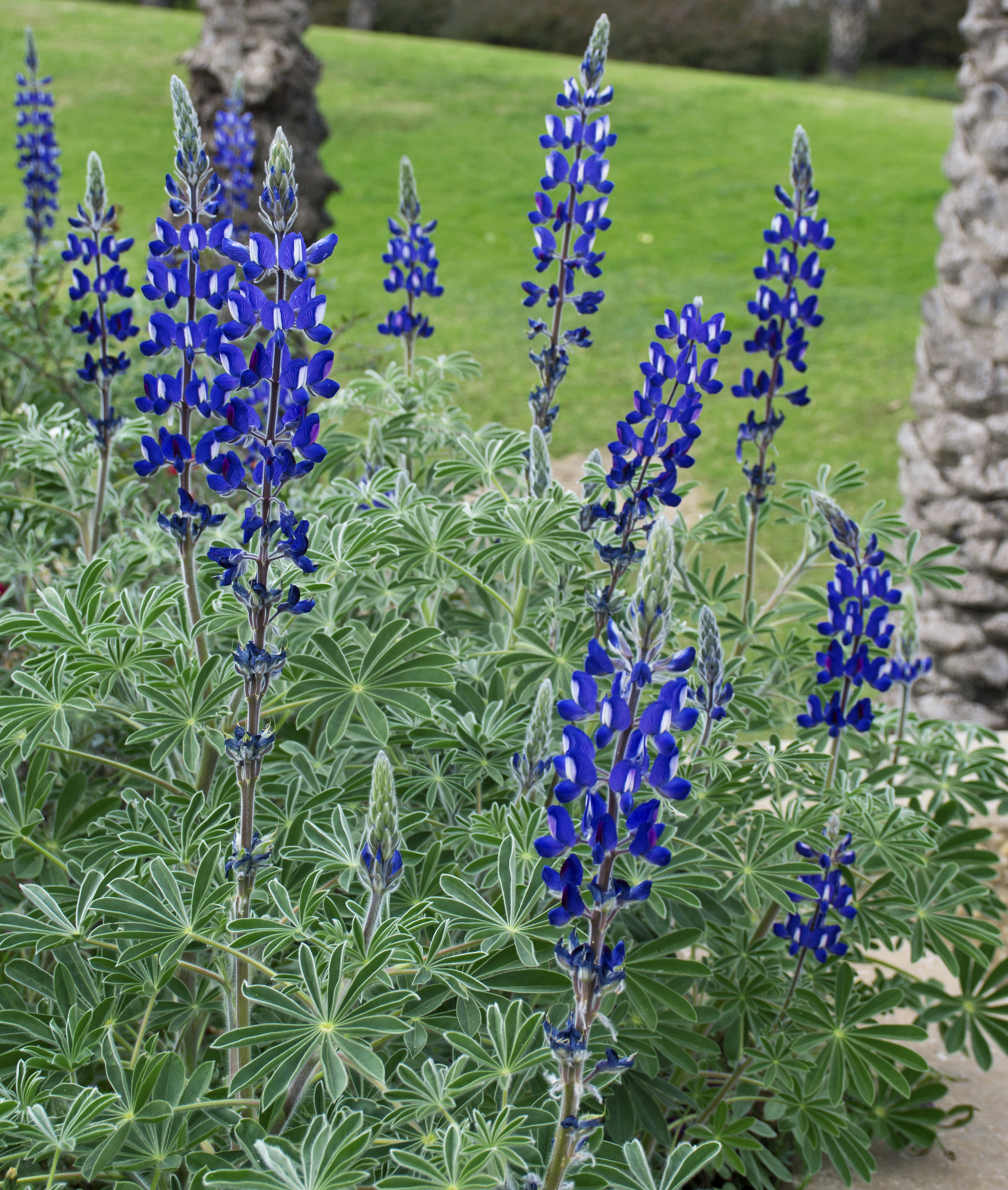
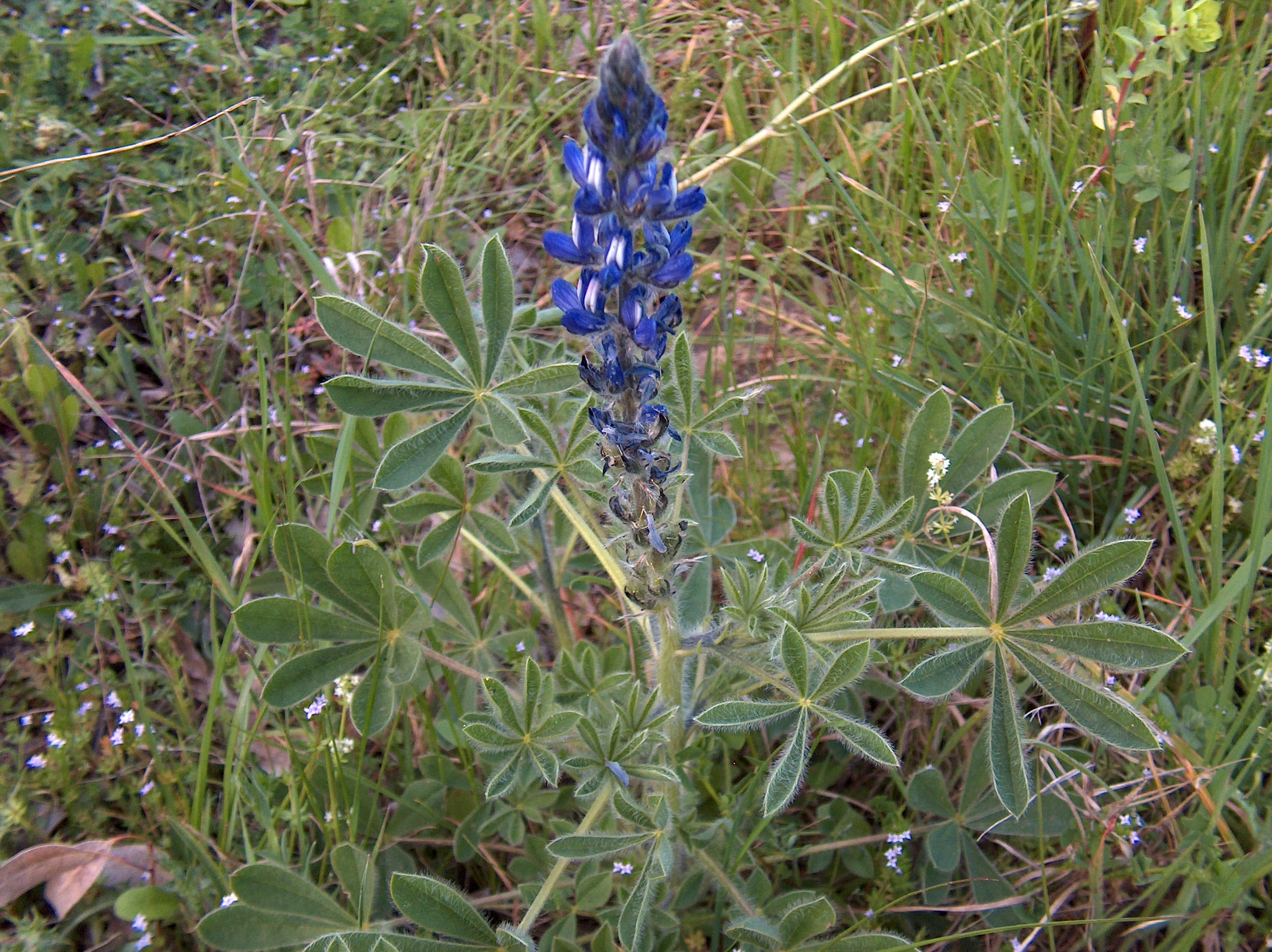
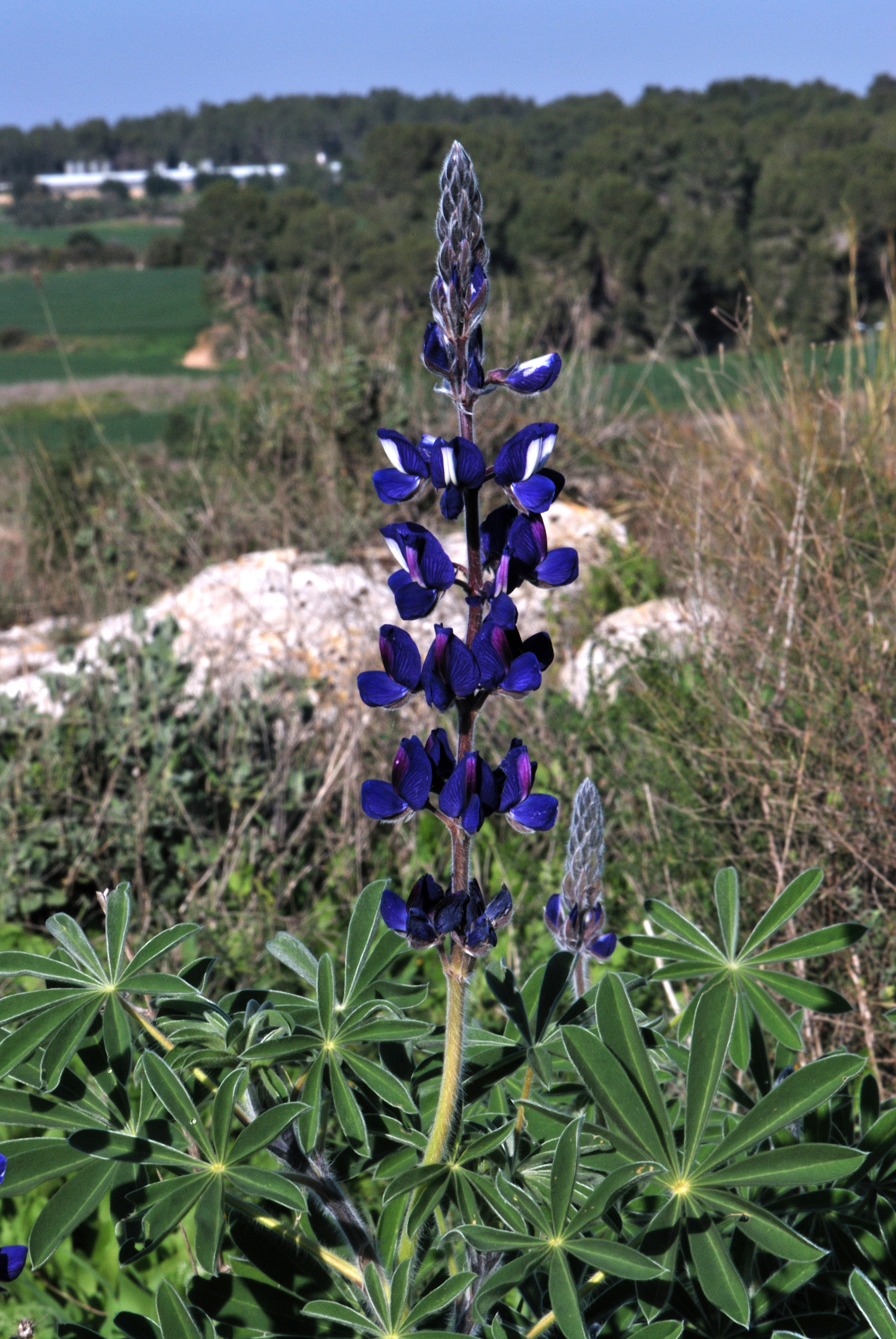
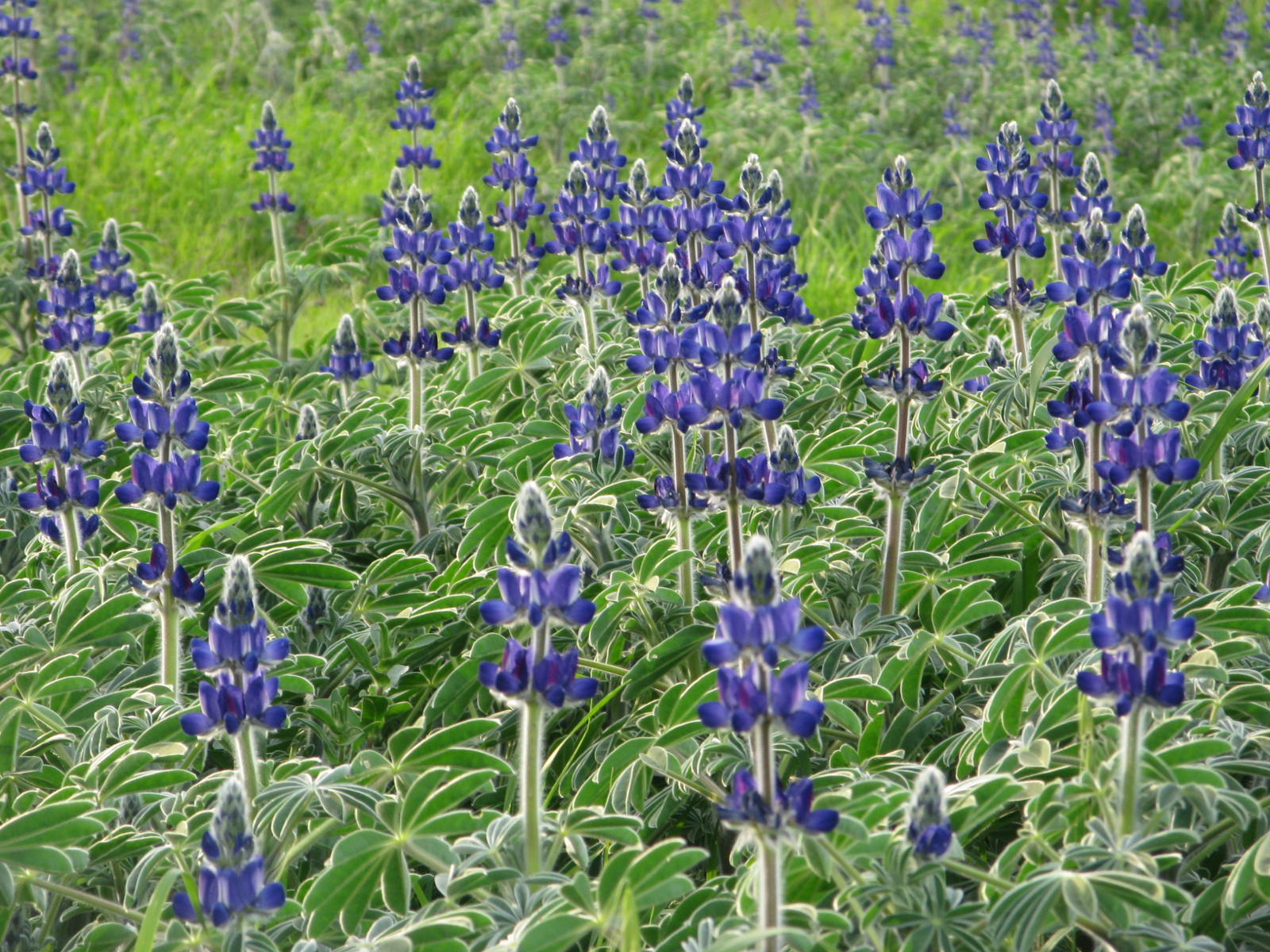